# 盖霍芬
盖霍芬是德国图林根州的一个市镇。总面积13.49平方公里，总人口689人，其中男性351人，女性338人（2011年12月31日），人口密度51人/平方公里。